# Heksenkrans
Een heksenkrans of verenkrans is een krans die in het hoofdkussen werd aangetroffen van iemand die volgens het volksgeloof slachtoffer was geworden van een heks. Als de veren in elkaar gekruld en verward waren, was de ziekte het gevolg van beheksing.
Een heksenkrans wees op betovering, maar vertegenwoordigde ook een directe band met de heks. Vandaar dat ze gedwongen werd te komen als de krans werd verbrand of in de doofpot werd gestopt. Bij een dergelijke handeling diende men alle openingen in het huis af te sluiten, om ontsnapping te voorkomen. De krans fungeerde hier als het magische werk van de heks, of, volgens een andere voorstelling, zelfs als een deel van het tweede lichaam van de heks zelf.
In werkelijkheid werden verenkransen wel vaker in het kussen of matras aangetroffen, wanneer de veertjes samenklonterden. Als een kussen oud werd begon het tijk aan de binnenkant te rafelen. Schudde men het niet voldoende op, dan hechtten de veren zich aan de draad en leek het of ze zich tot een krans vormden.